# Hōjō Masako
Hōjō Masako (北条 政子; 1157 – 16 agosto 1225) è stata una politica giapponese.
Figlia maggiore di Hōjō Tokimasa, il primo shikken o reggente dello shogunato Kamakura, e di sua moglie Hōjō no Maki, fu sorella di Hōjō Yoshitoki e moglie di Minamoto no Yoritomo, il primo shōgun del periodo Kamakura. Era anche la madre di O-Hime, Minamoto no Yoriie e Minamoto no Sanetomo. Gli studiosi ritengono che abbia esercitato un potere significativo nei primi anni del periodo Kamakura, riflesso del suo soprannome contemporaneo di "suora shogun".

## Biografia

### Primi anni e matrimonio (1157-1182)
Hōjō Masako nacque nel 1156, primogenita di Hōjō Tokimasa, capo dell'influente clan Hōjō della provincia di Izu, e di sua moglie Hōjō no Maki. I suoi genitori erano ancora adolescenti e fu cresciuta da molte dame di compagnia e bambinaie. Nacque in un mondo di guerre e conflitti. A Kyoto, la capitale del Giappone, la ribellione di Hōgen era in pieno svolgimento, dove gli imperatori Toba e Sutoku combattevano per il trono. La famiglia Hōjō, saggiamente, scelse di rimanere fuori dalla ribellione, nonostante discendesse dal clan Taira e quindi era imparentata con la famiglia imperiale.
Durante la ribellione di Heiji, combattuta nel 1159, il clan Taira, sotto Taira no Kiyomori, con il sostegno dell'imperatore Go-Shirakawa, sconfisse il clan Minamoto, sotto la guida di Minamoto no Yoshitomo, che fu giustiziato. Solo tre dei suoi figli sopravvissero. Minamoto no Yoshitsune e Minamoto no Noriyori furono costretti al sacerdozio, mentre Minamoto no Yoritomo, a tredici anni, fu risparmiato e mandato in esilio a Izu, nel dominio di Hōjō Tokimasa. Mentre ciò accadeva, Masako era a malapena una bambina.
Sposò Yoritomo intorno al 1177, contro il volere di suo padre. Nel 1182 ebbero la loro prima figlia, Ō-Hime. Lo stesso anno un disilluso principe Mochihito, figlio dell'imperatore Go-Shirakawa, fece appello ai membri di Minamoto rimasti in Giappone per rovesciare il clan Taira. Mochihito pensò che il clan Taira gli avesse negato il trono per offrirlo all'imperatore Antoku. Yoritomo si considerò il capo del clan Minamoto e rispose. Aveva il pieno sostegno di Hōjō e Tokimasa, per non parlare di Masako. La roccaforte di Minamoto si trovava nella città di Kamakura, a est di Izu, nella provincia di Sagami.
Così ebbe inizio la guerra Genpei tra i Minamoto e i Taira. Nel 1180 il fratello maggiore di Masako, Munetoki, fu ucciso nella battaglia di Ishibashiyama e Yoshitoki divenne erede del clan Hōjō. Nel 1181 Taira no Kiyomori morì, lasciando il clan nelle mani di suo figlio Taira no Munemori. Nel 1182 il fratello di Masako, Yoshitoki, si sposò e, nello stesso anno, Masako e Yoritomo ebbero il loro primo figlio, Minamoto no Yoriie, che sarebbe stato l'erede.

### La guerra Genpei e le sue conseguenze (1182-1199)
Nel 1183 Minamoto no Yoshinaka, rivale e cugino di Yoritomo, prese Kyoto, guidando il clan Taira e l'imperatore Antoku verso Shikoku. Rapidamente, l'imperatore Go-Toba si insediò grazie al clan Minamoto. Tuttavia, Minamoto no Yoshitsune e Minamoto no Noriyori, i fratellastri di Yoritomo che si erano uniti a lui, cacciarono Yoshinaka e lo giustiziarono, e presero Kyoto in nome di Yoritomo.
Nel 1185 i Taira furono completamente sconfitti nella battaglia di Dan-no-ura e Minamoto no Yoritomo divenne così il leader indiscusso del Giappone.
La sua nuova fedeltà alla famiglia di sua moglie e la sua avversione per i cognati, nonché una lotta di potere interna sollevata dai tre fratelli, alla fine portarono all'arresto e all'esecuzione di Yoshitsune e Noriyori. Yoritomo creò persino nuovi titoli, come shugo e jitō. La capitale non fu trasferita a Kyoto, ma rimase a Kamakura, lontano dalla corte.
Nel 1192, dopo la morte di Go-Shirakawa, Yoritomo fu nominato shōgun dall'imperatore Go-Toba. Ora era l'uomo più potente del Giappone. Il clan Hōjō condivideva quel potere. Nello stesso anno, Masako e Yoritomo ebbero un altro figlio, Minamoto no Sanetomo.

### Morte, corruzione e conflitti familiari (1199-1205)
Nel 1199 Minamoto no Yoritomo morì. Gli successe suo figlio, lo shōgun Minamoto no Yoriie. Dall'età di diciotto anni, Hōjō Tokimasa si era autoproclamato shikken o reggente per Yoriie. Anche Masako ebbe una posizione forte da quando suo figlio diventò shōgun. Poiché suo marito era morto, si rasò la testa e divenne una suora buddista, ricevendo una tonsura dal prete Gyōyū. Tuttavia, non si stabilì in un monastero o in un convento e si impegnò ancora in politica. Lei, suo padre Tokimasa e suo fratello Yoshitoki crearono un consiglio di reggenti per il diciottenne Yoriie, ma lo shōgun testardo odiava la famiglia di sua madre e preferiva la famiglia di sua moglie, il clan Hiki, e suo suocero Hiki Yoshikazu.
Hōjō Masako venne a sapere del complotto che Yoshikazu e Yoriie stavano ordendo e consegnò suo figlio a Tokimasa, il quale giustiziò Yoshikazu nel 1203. Lo shōgun Yoriie, gravemente malato, si ritirò nella provincia di Izu e fu ucciso nel 1204 per ordine di Tokimasa. Durante gli omicidi e le epurazioni del clan Hiki, fu anche giustiziato Minamoto no Ichiman, figlio maggiore ed erede di Yoriie e nipote di Masako, poiché anch'egli apparteneva al clan Hiki.
Nel 1203 l'altro figlio di Masako, Minamoto no Sanetomo, divenne il terzo shōgun con Tokimasa come reggente. Sanetomo fu più vicino a sua madre di quanto lo fosse suo fratello maggiore.
Masako, avendo sentito delle voci secondo cui Tokimasa stesse pensando di eseguire Sanetomo e sostituirlo con uno dei suoi alleati, intimò Tokimasa di dimettersi e di ritirarsi in sacerdozio o si sarebbe ribellata. Hōjō Tokimasa abdicò nel 1205 e fu mandato in un monastero di Kamakura, dove si rasò la testa e divenne monaco, morendo nel 1215.

### Ultimi anni (1205-1225)

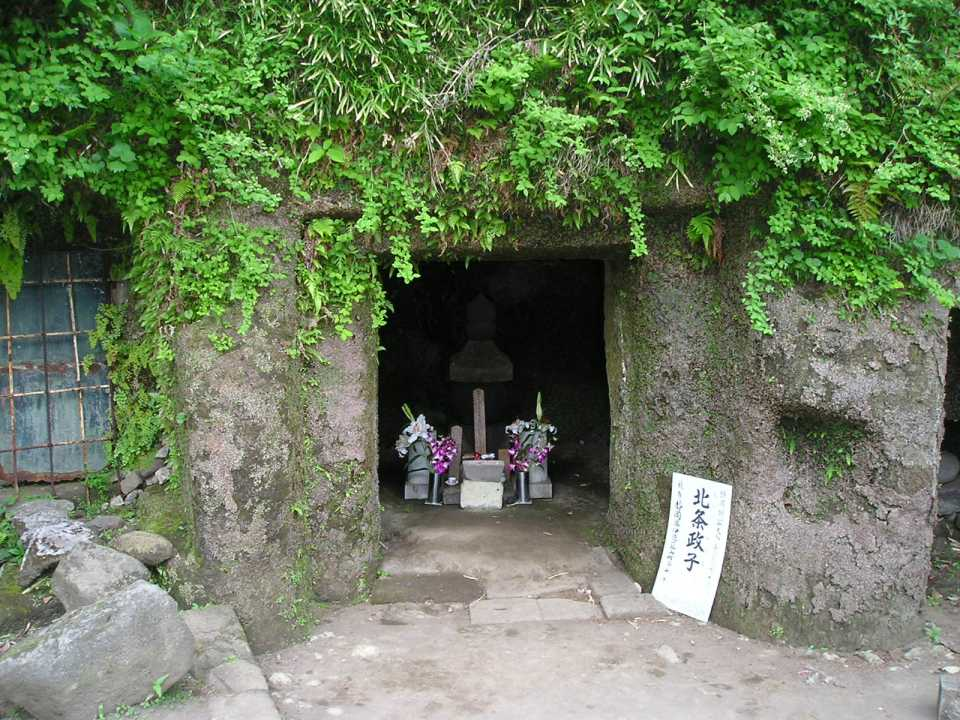
La tomba di Hōjō Masako a Kamakura.

Nonostante Tokimasa fosse stato estromesso, la posizione del clan Hōjō era ancora molto forte. Il fratello di Masako, Hōjō Yoshitoki, riuscì a servire come shikken per lo shōgun Sanetomo, mentre Masako era in una posizione potente in veste di negoziatore con la corte. Nel 1218 fu mandata dal reggente Yoshitoki per chiedere all'imperatore emerito Go-Toba se lo shōgun Sanetomo potesse adottare uno dei suoi figli come suo erede, ma Go-Toba rifiutò.
Nel 1219 lo shōgun Sanetomo fu giustiziato dal nipote, il figlio minore di Minamoto no Yoriie, che in seguito fu catturato dalle truppe di Hōjō e giustiziato. Nel 1219 la linea Minamoto si estinse. Fu così che Masako e il reggente Yoshitoki nominarono shōgun Kujō Yoritsune, altrimenti noto come Fujiwara no Yoritsune, un membro del clan Kujō appartenente al clan Fujiwara.
Nel 1221 l'imperatore emerito Go-Toba si ribellò contro il clan Hōjō, cercando di ripristinare il potere dell'imperatore. Il reggente Yoshitoki e suo figlio maggiore Hōjō Yasutoki attaccarono Kyoto e riuscirono a riconquistare la città ed esiliare Go-Toba. La presa di potere di Yoshitoki fu nota come guerra Jōkyū del 1221.
Nel 1224 Hōjō Yoshitoki morì improvvisamente e gli successe suo figlio maggiore Hōjō Yasutoki, nipote di Masako. Il potente clan Miura, guidato da Miura Yoshimura, tentò di rovesciare il governo di Hōjō Yasutoki, ma Masako si affrettò a negoziare. I Miura furono abbattuti e Yasutoki divenne reggente Hōjō.
Hōjō Masako morì nel 1225, all'età di 69 anni. Grazie al suo vero esempio di vita di clausura, era conosciuta come ama-shōgun, o "suora-shōgun".

## Presenza nella cultura di massa
- Yoshitsune - serie televisiva (2005), interpretata da Naomi Zaizen.